# Gram
Gram (рус. Грам) — криптовалюта на основе блокчейн-платформы TON, которую разрабатывали как внутреннюю валюту платформы Telegram. Особенностью блокчейн-платформы Gram является ориентация на большую скорость осуществления транзакций. К примеру, из-за особенностей протокола Bitcoin может обеспечить лишь 7 транзакций в секунду на всю систему, Ethereum — 15. Скорость же блокчейн-платформы Gram планировалась миллионы транзакций в секунду. По замыслу разработчиков, Gram должен был стать криптоаналогом Visa и Mastercard.

## История
Ранее Павел Дуров уже вводил платёжное средство ВКонтакте. Однако проект пришлось закрыть под давлением финансовых регуляторов. Поэтому Дуров стал продумывать платёжную систему, независимую от госрегуляторов.
Для финансирования разработки блокчейна Telegram Open Network (TON), на базе которого планировалось создать криптовалюту Gram, Telegram в 2018 году провёл два раунда первичного предложения токенов (ICO), собрав 1,7 млрд долларов — по 850 млн в каждом раунде. При этом минимальный размер участия составил 20 млн долларов. Всего в ICO приняли участие 94 инвестора, в числе которых был Роман Абрамович. После запуска криптовалюты каждый токен обещали обменять на Gram в соотношении один к одному.
Ожидалось, что блокчейн TON будет запущен в октябре 2019 года, в противном случае инвесторам обещали вернуть вложенные средства обратно. Но за несколько недель предполагаемого запуска команда Telegram объявила, что Комиссия по ценным бумагам и биржам США (SEC) через суд запретила продажу Gram, признав это торговлей незарегистрированной ценной бумагой. Запуск TON отложили на неопределённое время.
Инвесторы получили письмо от Telegram со следующим текстом:

Мы планировали запустить сеть TON в конце октября. Тем не менее, недавний иск SEC сделал это невозможным. Мы предлагаем продлить последний срок запуска, для того чтобы оспорить иск SEC и урегулировать все вопросы с другими государственными органами перед запуском сети TON.

Повторное судебное заседание, на котором Telegram планировал добиться установления для Gram статуса не ценных бумаг, должно было пройти 18-19 февраля 2020 года.
Инвесторам также было предложено принять участие в голосовании о возврате средств. Если большинство проголосовало бы «за», то получили бы 77 % вложенных средств. Но в итоге инвесторы согласились подождать запуска TON с обещанием выплаты 110 % от вложенных средств.
В январе 2020 года SEC допросила Дурова в Дубае в связи с ICO и TON.
25 марта 2020 года суд Южного округа Нью-Йорка (США) запретил выпуск криптовалюты Gram.
12 мая 2020 года Павел Дуров официально объявил в своём Telegram-канале о закрытии проекта TON, который был ориентирован на криптовалюту Gram.

## Особенности Gram
Планировалось обеспечить работу «умных контрактов», планируемая скорость — до 10 млн транзакций в секунду, используется помощь соседних нод.
В Gram вместо майнинга установление консенсуса истинности транзакций обеспечивали «валидаторы», комиссия которых связана с доказательством доли владения. Это роднит Gram с Ripple и обеспечивает потенциальную быстроту системы.
TON Payments предусматривал скоростной режим «микроплатежей», когда малые платежи не направлялись в блокчейн сразу (off-chain). Это стало возможным благодаря системе «залогов» валидаторов, нацеленной на обеспечение надёжности. Каждый процессинговый узел вносит залог на случай своих ошибок. Залог валидаторам предоставляют «номинаторы». Узел не может делать операций более чем на сумму залога. В случае ошибки процессинга валидатор и номинатор теряют свой залог, который отправляется другими валидаторами на покрытие расходов из-за сорванной операции.

## Обеспечение скорости транзакций

Сеть TON моделирует себя как граф типа «гиперкуб», где точки — это пользователи, а линии — это передача данных.

Каждый узел (нода) отвечает за определённую ветку блокчейна. TON Storage использует технологию баз данных с автоматическим разделением на небольшие части («шарды») и переносом их на другие ноды при возрастании нагрузки на какие-то из частей, что оптимизирует скорость хранилища. Такое разделение является разновидностью секционирования баз данных. Дуровы назвали его «Infinite Sharding».
Структура шард позволяет не только разделять, но и обеспечивает возможность автоматического ремонта распределённого хранилища при возникновении ошибок.
Для поиска нужной ноды и кратчайшего пути к ней в сети TON применяется ускоренный вариант алгоритма «гиперкуба» по методологии Ральфа Меркла на хеш-кодах шард (Instant Hypercube Routing), что обеспечивает логарифмическое падение скорости, то есть при увеличении объёма данных в 10 раз (на 1000 %) происходит снижение быстродействия на несколько десятков процентов.

## Смарт-контракты в Gram
Смарт-контракты позволяют проводить не только платежи, но и оформлять договоры или условия по сделкам — получение оплаты продавцом может быть привязано к выполнению оговорённых условий. При этом для типовых сделок сторонам не требуется привлекать программистов для их формализации — стандартные алгоритмы собраны в древовидный репозиторий.

## Организация финансовой системы Gram

### TON Reserve
Павел Дуров сразу сформировал все 5 миллиардов единиц Gram для продажи инвесторам. Из них 50 % ушли в фонд TON Reserve — некоммерческой организации, задача которой стабилизировать курс Gram относительно доллара. TON Reserve автоматически начинает скупать Gram при падении его цены, а также обеспечивает выпуск новых Gram при росте цены не менее, чем на 2 % выше, чем была годом ранее.

### TON Foundation
4 % от эмиссии Gram планировалось сделать премиальным вознаграждением разработчиков TON. Ещё 10 % — направить в некоммерческую организацию TON Foundation для поддержки инфраструктуря TON в работоспособном состоянии.

### Доля частных инвесторов
Остальная часть Gram была зарезервирована для постепенной продажи инвесторам. Первые токены Gram продавались только оптовым инвесторам от 20 миллионов долларов за пакет.